# Benstonit
Benstonit ist ein selten vorkommendes Mineral aus der Mineralklasse der „Carbonate und Nitrate“ (ehemals Carbonate, Nitrate und Borate). Es kristallisiert im trigonalen Kristallsystem mit der idealisierten chemischen Zusammensetzung Ba6Ca6Mg(CO3)13 – ist also chemisch gesehen ein Barium-Calcium-Magnesium-Carbonat.
Benstonit bildet rhomboedrische Kristalle bis zu 1 cm Größe sowie typischerweise spaltbare Mineral-Aggregate mit feiner Mosaikstruktur.
Die Typlokalität des Benstonits ist der zur „Baroid Mine“ (bzw. den Chamberlain Creek Barite Mines) gehörende Tagebau der „Baroid Sales Division“ (Koordinaten des Tagebaus der „Baroid Sales Division“) im Chamberlain Creek Valley bei Magnet Cove, Hot Spring County, Arkansas, Vereinigte Staaten.

## Etymologie und Geschichte

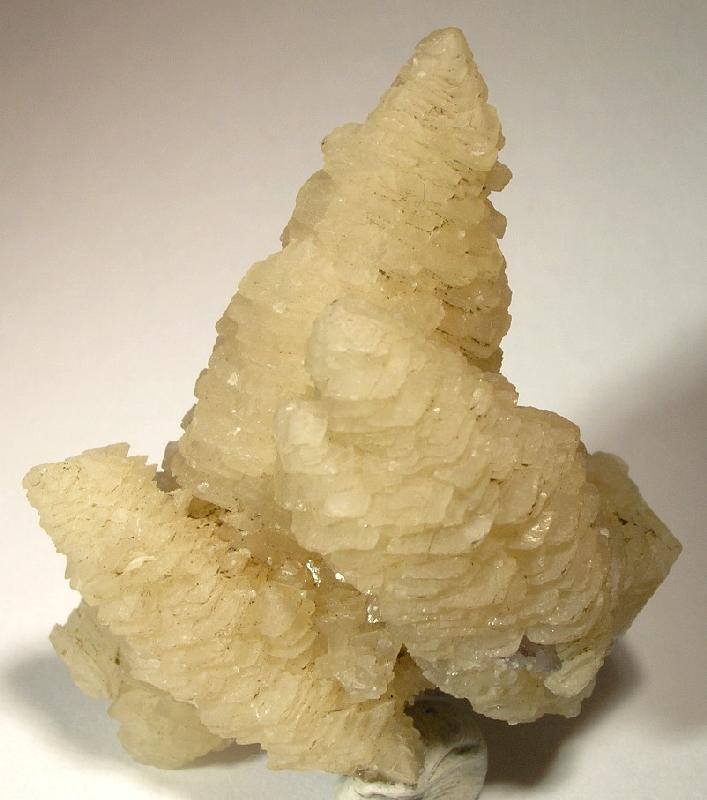
Pagodenartig entwickelte Benstonit-Kristalle auf Calcit aus der „Mahoning No. 1 Mine“, Illinois-Kentucky Fluorspar District, Hardin Co., Illinois, USA. Stufengröße: 4,8 cm × 3,8 cm × 3,0 cm.

Zu Beginn der 1950er Jahre untersuchte der Erzaufbereitungsmetallurge Orlando J. Benston von der Baroid Division, National Lead Company, Malvern, Arkansas, ein Carbonatmineral aus der „Baroid Mine“ und vermutete aus qualitativen chemischen Tests und der Dichte von etwa 3,60 g/cm³, dass es sich hierbei um Alstonit oder Barytocalcit handelt.
Während eines Besuchs des deutschen Mineralogen Friedrich Lippmann in der „Baroid Mine“ zu Neujahr 1954 stellte Benston diesem Exemplare des fraglichen Minerals zur Verfügung. Mineralogische Untersuchungen zur Bestimmung der physikalischen und optischen Eigenschaften sowie röntgendiffraktometrische und chemische Untersuchungen zeigten, dass es sich um ein neues Mineral handelte.
Im Jahre 1961 erfolgte die wissenschaftliche Erstbeschreibung dieses Minerals durch Friedrich Lippmann im deutschen Wissenschaftsmagazin „Naturwissenschaften“ als Benstonit (englisch Benstonite). Er benannte das Mineral nach dem Finder Orlando J. Benston (1901–1966), der auch die ersten Untersuchungen an diesem Mineral durchgeführt hatte. Eine weitere, umfangreiche Arbeit zu den mineralogischen, kristalloptischen, röntgendiffraktometrischen und chemischen Eigenschaften des Benstonits veröffentlichte Lippmann im US-amerikanischen Wissenschaftsmagazin „The American Mineralogist“.
Das Mineral wurde von der „Commission on New Minerals and Mineral Names“ der International Mineralogical Association (IMA) in einem 1967 erschienenen, die 129 Erstbeschreibungen der Jahre 1961 bis 1964 zusammenfassenden Report als Mineral anerkannt. Infolgedessen besitzt Benstonit keine IMA-Nummer, sondern wird unter der Summenanerkennung „IMA 1967 s.p.“ (special procedure) geführt.
Das Typmaterial für Benstonit wird unter den Katalognummern 120234 (Donation O. J. Benston via F. Lippmann, 1967) und 120236 (Donation F. Lippmann, gesammelt am 31. Dezember 1954) in der Sammlung des zur Smithsonian Institution gehörenden National Museum of Natural History in Washington, D.C., USA, aufbewahrt. Die Holotypstufe soll sich unter der Katalognummer S.21.3.5.1 in den Mineralogischen Sammlungen im Mineralogisch-Petrographischen Institut der Georg-August-Universität Göttingen, Göttingen, Deutschland, befinden, jedoch sind im „Typmineralkatalog Deutschland“ diesbezüglich keine Angaben enthalten.
Trotz des sehr ähnlichen Namens hat Benstonit nicht mit dem eine Mixtur aus verschiedenen Tonmineralen darstellenden Gestein Bentonit zu tun und darf nicht mit diesem verwechselt werden.

## Klassifikation
In der 8. Auflage der Mineralsystematik nach Strunz gehörte der Benstonit zur gemeinsamen Mineralklasse der „Carbonate, Nitrate und Borate“ und dort zur Abteilung der „Carbonate“, wo er zusammen mit Huntit der nur aus Norsethit bestehenden „Norsethit-Reihe“ mit der System-Nr. Vb/A.03b innerhalb der Unterabteilung „Wasserfreie Carbonate ohne fremde Anionen“ angehängt wurde.
Im zuletzt 2018 überarbeiteten und aktualisierten Lapis-Mineralienverzeichnis, das sich aus Rücksicht auf private Sammler und institutionelle Sammlungen noch nach dieser veralteten Systematik von Karl Hugo Strunz richtet, erhielt das Mineral die System- und Mineral-Nr. V/B.03-080. In der „Lapis-Systematik“ entspricht dies der Abteilung „Wasserfreie Carbonate [CO3]2−, ohne fremde Anionen“, wo Benstonit zusammen mit Dolomit, Ankerit, Kutnohorit, Minrecordit, Norsethit und Huntit die Dolomit-Gruppe mit der Nummer V/B.03 bildet.
Die seit 2001 gültige und von der International Mineralogical Association (IMA) bis 2009 aktualisierte 9. Auflage der Strunz’schen Mineralsystematik ordnet den Benstonit in die um die Borate reduzierte Klasse der „Carbonate und Nitrate“ und dort in die Abteilung der „Carbonate ohne zusätzliche Anionen; ohne H2O“ ein. Diese ist weiter unterteilt nach der Gruppenzugehörigkeit der beteiligten Kationen, so dass das Mineral entsprechend seiner Zusammensetzung in der Unterabteilung „Erdalkali- (und andere M2+) Carbonate“ zu finden ist, wo es als alleiniger Vertreter die unbenannte Gruppe mit der System-Nr. 5.AB.55 bildet.
Auch die vorwiegend im englischen Sprachraum gebräuchliche Systematik der Minerale nach Dana ordnet den Benstonit wie die alte Strunz’sche Systematik in die gemeinsame Klasse der „Carbonate, Nitrate und Borate“ und dort in die Abteilung der „Wasserfreien Carbonate“ ein. Hier ist er als einziges Mitglied in der unbenannten Gruppe 14.02.03 innerhalb der Unterabteilung „Wasserfreie Carbonate mit der Formel A+B2+(CO3)2“ zu finden.

## Chemismus
Eine nasschemische Analyse von Friedrich Lippmann an 10 g ausgelesenen, homogenen Benstonit-Spaltstücken von der Typlokalität ergab 43,05 % BaO; 4,02 % SrO; 19,52 % CaO; 1,69 % MgO; 0,35 % MnO und 31,35 % CO2 (Summe 99,98 %).
Auf der Basis von dreizehn Kationen errechnet sich daraus die empirische Formel (Ba5,27Sr0,73)Σ=6,00Ca6,00(Mg0,79Ca0,12Mn0,09)Σ=1,00(CO3)13, die sich zu Ba6Ca6Mg(CO3)13 vereinfachen lässt.
Mg-defizitärer Strontium-Benstonit ist zum ersten Mal aus „Ust'-Biraya“ (auch „Birainskoe“, Oblast Irkutsk, Russland) nachgewiesen worden, wo das Mineral als akzessorisches Erz in Feniten des Nebengesteins vorkommt, aber bis zu 35 % in der Zusammensetzung einiger hydrothermaler Gänge ausmacht. Die chemische Zusammensetzung des Benstonit aus Birainskoe ist sehr unterschiedlich. Es können fünf verschiedene Varietäten unterschieden werden. Zwei davon finden sich vorrangig in den Gängen als Hauptminerale:
- (Ва3,25Sr2,75)Σ=6,00(Са5,42Sr0,36(La0,13Се0,07Pr0,01Nd0,01)0,22)Σ=6,00(Са0,50Mg0,33Fe0,05Mn0,02)Σ=0,90[СО3]13
- (Ва4,20Sr4,80)Σ=6,00(Са5,74Sr0,24La0,02)Σ=6,00(Mg0,51Са0,29Fe0,09Mn0,04)Σ=0,93[СО3]13
- Der Standard- und Mg-freie Benstonit und seine Varietäten mit Sr > Ва sind hier nur in geringen und akzessorischen Mengen vorhanden.[15]

Die offizielle Formel der IMA für den Benstonit wird mit Ba6Ca6Mg(CO3)13 angegeben. Die Formel nach Strunz, Ba6Ca6Mg[CO3]13 folgt der IMA-konformen Formel, jedoch ist hier wie üblich der Anionenverband in einer eckigen Klammer zusammengefasst.
Die alleinige Elementkombination Ba–Ca–Mg–C–O, wie sie der offiziellen Formel der IMA für den Benstonit zu entnehmen ist, weist unter den derzeit bekannten Mineralen (Stand 2019) neben Benstonit nur die unbenannte Phase UM1974-03-CO:BaCaMg, (Ba,Ca,Mg)CO3, auf.

## Kristallstruktur
Benstonit kristallisiert im trigonalen Kristallsystem in der Raumgruppe R3 (Raumgruppen-Nr. 148) mit den Gitterparametern a = 18,280 Å und c = 8,652 Å sowie drei Formeleinheiten pro Elementarzelle.
| Kristallstruktur von Benstonit. Der orangefarbene Umriss zeigt die Elementarzelle. |
| - Räumliche Darstellung in der kristallographischen Standardausrichtung - Mit Blickrichtung parallel zur a-Achse - Mit Blickrichtung parallel zur b-Achse - Mit Blickrichtung parallel zur c-Achse |
| Farblegende: 0 _ Ba 0 _ Ca 0 _ Mg 0 _ C 0 _ O |

Benstonit ist strukturell mit Calcit verwandt. Seine Kristallstruktur (vergleiche dazu die nebenstehenden Darstellungen) besteht aus einer parallel (0001) angeordneten CO2-Gruppe und zwölf etwas zu (0001) geneigten CO2-Gruppen. Pro Formeleinheit des Benstonits existieren drei zehnfach koordinierte Barium-Atome Ba[10], drei neunfach koordinierte Barium-Atome Ba[9], sechs (7+1)-koordinierte Calcium-Atome Ca[7+1] und ein sechsfach koordiniertes Magnesium-Atom Mg[6]. Die Barium-Atome sitzen also auf zwei verschiedenen Positionen: 50 % sind neunfach und 50 % sind zehnfach koordiniert. Die Überstruktur von Benstonit scheint daher eine Ordnung innerhalb der Kationenschichten zu beinhalten.

## Eigenschaften

### Morphologie
Benstonit bildet typischerweise spaltbare Massen mit Spaltflächen bis zu Größen von einem Zentimeter, die eine feine Mosaikstruktur wie in manchen Dolomiten oder Sideriten aufweisen. Bei diesen Spaltfragmenten handelt es sich um mehr oder weniger perfekte Rhomboeder von derselben Form wie beim Calcit und den anderen rhomboedrischen Carbonaten.
Ferner kann Benstonit rhomboedrische Kristalle bis zu 1 cm Größe bilden. Nach Ulrich Baumgärtel handelt es sich dabei um das Rhomboeder {1011} oder um das Rhomboeder {2021}. Ferner existieren Kombination aus dem Prisma {1010} mit dem Basispinakoid {0001} oder dem Rhomboeder {2021} (vergleiche dazu die nebenstehenden Kristallzeichnungen).

Tracht und Habitus von Benstonit-Kristallen
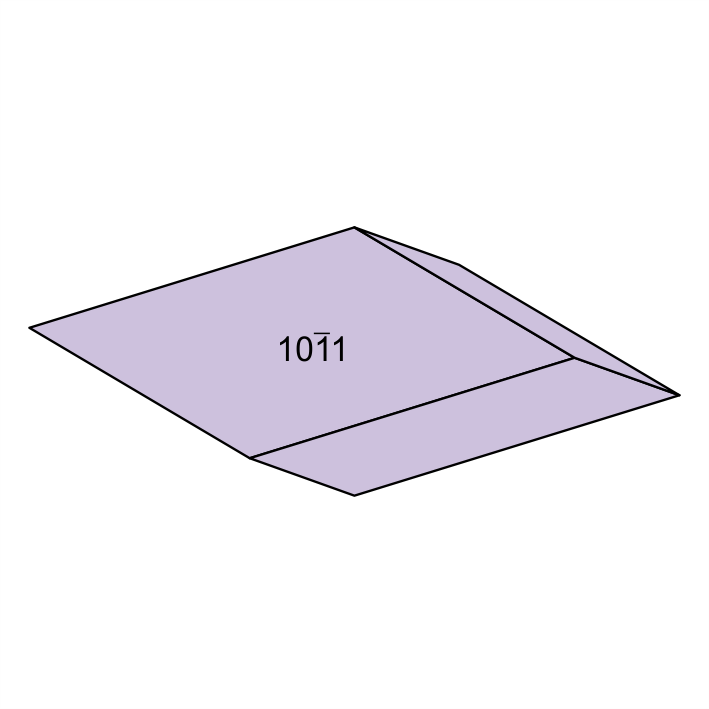
Benstonit-Kristall mit dem Rhomboeder {1011} als einziger Flächenform
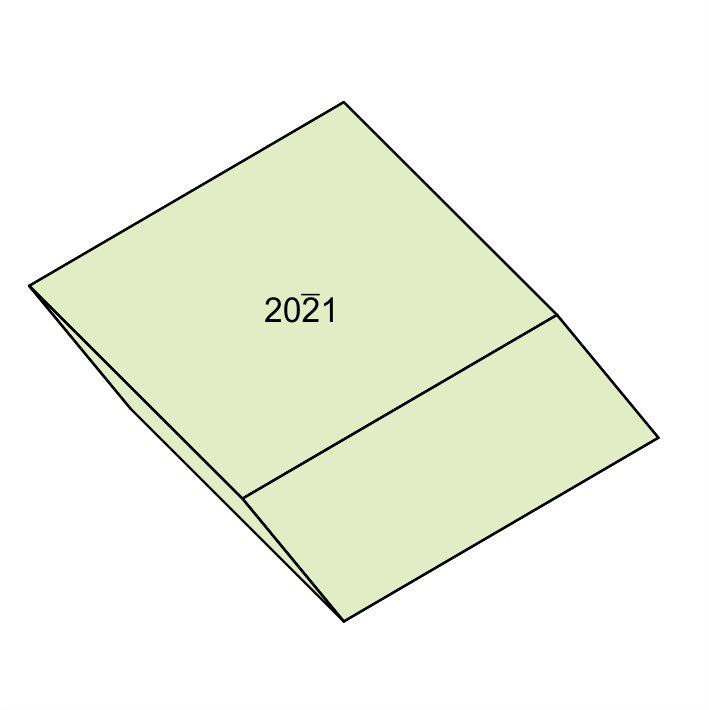
Benstonit-Kristall mit dem Rhomboeder {2021} als einziger Flächenform
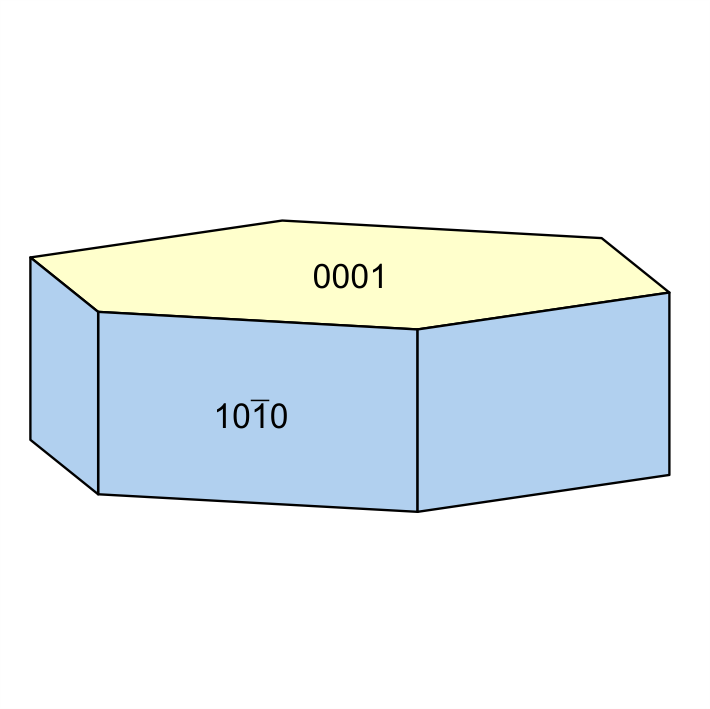
Benstonit-Kristall als Kombination aus dem Prisma {1010} mit dem Basispinakoid {0001}
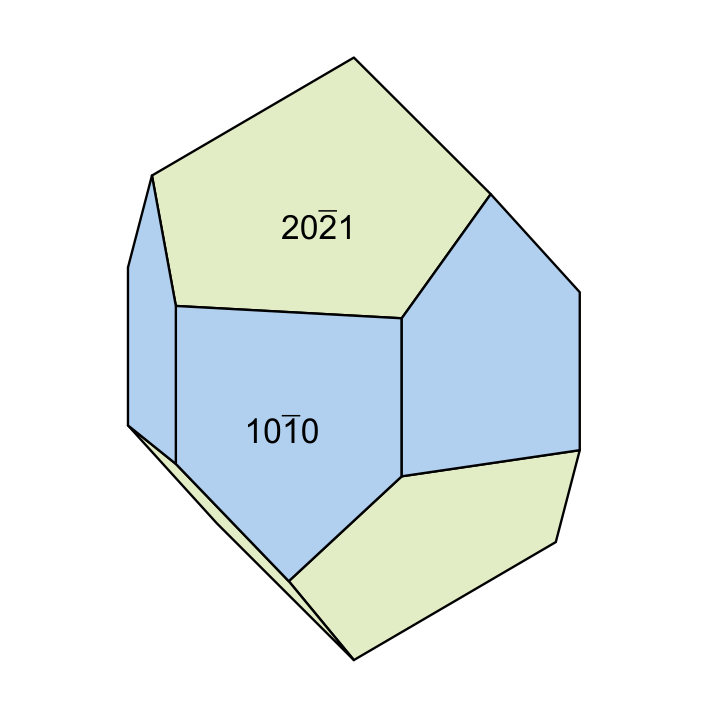
Benstonit-Kristall als Kombination aus dem Prisma {1010} mit dem Rhomboeder {2021}

### Physikalische und chemische Eigenschaften
Die Kristalle des Benstonits sind schneeweiß, elfenbeinfarben, blassgelb oder blass gelblichbraun. Ihre Strichfarbe ist hingegen immer weiß. Die Oberflächen der durchscheinenden Kristalle des Benstonits zeigen einen charakteristischen glasartigen Glanz. Benstonit besitzt entsprechend diesem Glasglanz eine mittelhohe bis hohe Lichtbrechung (nε = 1,527; nω = 1,690) und – wie viele Carbonatminerale – eine sehr hohe Doppelbrechung (δ = 0,163). Im durchfallenden Licht ist der einachsig negative Benstonit farblos und zeigt keinen Pleochroismus.
Benstonit weist eine gute Spaltbarkeit nach {3142} auf, die jedoch nicht so vollkommen ist wie die des Calcits. Angaben zur Tenazität und zum Bruch des Minerals fehlen. Benstonit besitzt eine Mohshärte von 3 bis 4 und gehört damit zu den mittelharten Mineralen, die sich bei entsprechender Kristallgröße wie das Referenzmineral Calcit (Härte 3) mit einer Kupfermünze bzw. das Referenzmineral Fluorit (Härte 4) mit einem Taschenmesser leicht ritzen lassen. Die gemessene Dichte für Benstonit beträgt je nach Autor Werte zwischen 3,596 und 3,66 g/cm³, die berechnete Dichte 3,695 g/cm³.
Benstonit zeigt im langwelligen UV-Licht (365 nm) eine orangefarbene und im kurzwelligen UV-Licht (254 nm) eine rote, selten auch eine violettrosa Fluoreszenz. Phosphoreszenz ist bei 20 Kilovolt wahrnehmbar. Bei 50 Kilovolt dauert das Nachleuchten einige Minuten. Rote Fluoreszenz tritt auch bei Bestrahlung mit Röntgenstrahlung auf. Der häufigste Aktivator ist Mn2+.
Das Mineral löst sich in verdünnter Salzsäure, HCl.

## Bildung und Fundorte

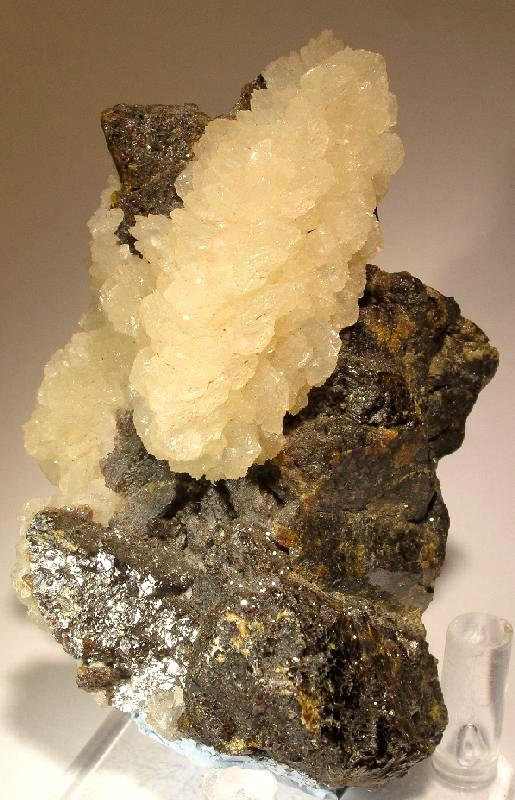
Benstonit auf Sphalerit aus der Mahoning No. 1 Mine, Illinois-Kentucky Fluorspar District, Hardin Co., Illinois, USA. Stufengröße: 7,8 × 4,9 × 4,0 cm.

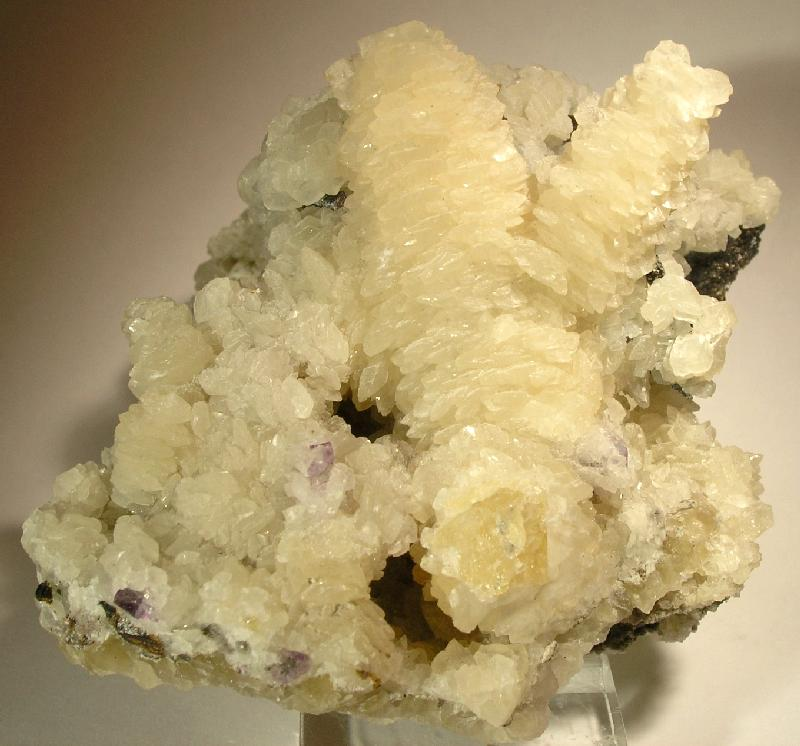
Benstonit mit Fluorit auf Sphalerit aus der Mahoning No. 1 Mine, Illinois-Kentucky Fluorspar District, Hardin Co., Illinois, USA. Stufengröße: 7,5 × 6,5 × 6,0 cm.

Die Typlokalität des Benstonits befindet sich in einer Baryt-Lagerstätte (Magnet Cove, Arkansas/USA); der Zweitfundort (Minerva No. 1 Mine bei Cave-in-Rock, Illinois/USA) stellt ein ehemaliges Zinkerz- und Flussspat-Bergwerk dar. In der gigantischen SEE-Fe-Nb-Lagerstätte Bayan Obo, China, findet sich Benstonit in alpinotypen, durch einen Karbonatit setzenden Gängen.
Bereits im Jahre 1973 gelang es William C. Hood und Peter F. Steidl, Benstonit-Kristalle bei Raumtemperatur zu synthetisieren.
Begleitminerale des Benstonits sind Baryt, Calcit, Milchquarz (Magnet Cove, Arkansas, USA); Calcit, Alstonit, Fluorit, Sphalerit (Cave-in-Rock, Illinois, USA); Huntit, Barytocalcit, Strontianit, Pyrit, Phlogopit, Monazit und Daqingshanit (Lagerstätte „Bayan Obo“, China). In der letztgenannten Lagerstätte treten Ba- und Sr-haltige Carbonatminerale wie Benstonit, Norsethit, Barytocalcit, Strontianit und Sr-Calcit als Bildungen in einem späten Stadium auf und ersetzen carbonatischen Wirtsgesteine entlang der Korngrenzen. Die Ba-haltigen Carbonat-Mineralien lassen sich offensichtlich nicht aus dem Baryt, einem der häufigsten Gangminerale, herleiten.
Als selten vorkommende Mineralbildung ist Benstonit nur von wenigen Lokalitäten bzw. in geringer Stufenzahl bekannt. Das Mineral wurde bisher (Stand 2020) neben seiner Typlokalität von rund 20 Fundpunkten beschrieben.
Die Typlokalität des Benstonits sind mineralisierte Gänge in einem Baryt-Erzkörper in dem zur „Baroid Mine“ (Chamberlain Creek Barite Mines) gehörenden Tagebau der „Baroid Sales Division“ im Chamberlain Creek Valley bei Magnet Cove, Hot Spring County, Arkansas, Vereinigte Staaten. Dieser Tagebau wurde von der „Baroid Sales Division of the National Lead Company and the Magnet Cove Barium Company“, einer damaligen Tochtergesellschaft von Dresser Industries, betrieben. Der Tagebau beutete den flacheren östlichen Teil der Baryt-Lagerstätte aus. Die Lagerstätte stand seit 1939 in Förderung und wurde 1977 abgeworfen.
Weitere Fundorte für Benstonit sind:
- der Salzsee „North Ingebright“, Saskatchewan, Kanada
- die stratiformen Blei-Zink-Lagerstätten „Jason“ und „Tom“, Macmillan Pass, Bergbaubezirk Watson Lake, Yukon, Kanada
- die „West Mine“ der riesigen polygenetischen REE-Eisen-Niob-Lagerstätte Bayan-Obo im Bergbaubezirk von Bayan-Obo nördlich des Stadtbezirks Bayan-Obo der bezirksfreien Stadt Baotou, Autonomes Gebiet Innere Mongolei in der Volksrepublik China[24]
- die Kirki-Bergwerke (Kirka), Evros, Ostmakedonien und Thrakien, Griechenland
- der Samalpatti-Karbonatit-Komplex im Krishnagiri-Distrikt, Tamil Nadu, Indien
- gangförmige Karbonatite in der Umgebung von Salem, Salem-Attur-Störungszone, Salem-Distrikt, Tamil Nadu, Indien
- das Alkaligesteinsmassiv „Salampatti“ bei Tirupathur, Vellore-Distrikt, Tamil Nadu, Indien
- die „Miniera di Monte Arsiccio“ bei Sant’Anna di Stazzema, Stazzema, Provinz Lucca, Toskana, Italien[25]
- die Pb-Zn-Ag-Lagerstätte der „Rosh Pinah Mine“ bei Rosh Pinah, Oranjemund, Region, ǁKaras, Namibia[26]
- der Mangan-Gürtel von Bistriţa, Rumänien
- „Ust'-Biraya“ im Gebiet der Fe-SEE-Erz-Aufschlüsse „Biraya“ am Zusammenfluss von Biraya und Bya im Chara-Becken auf dem Witimplateau, Oblast Irkutsk, Russland[15]
- das Murunskii-Alkaligesteins-Massiv (russisch Мурунский массив) am Zusammenfluss von Tschara und Tokko im Aldanhochland, Republik Sacha (Jakutien), Föderationskreis Ferner Osten, Russland[6]
- die metamorphe Fe-Mn-Lagerstätte Långban, Gemeinde Filipstad, Provinz Värmlands län bzw. der historischen Provinz Värmland im zentralen Schweden[27]
- die zur „Ozark-Mahoning Group“ gehörende „Minerva No. 1 Mine“ (bekannt auch als „Ozark-Mahoning No. 1 Mine“) bei Cave-in-Rock unweit Rosiclare im „Cave-in-Rock Mining Sub-District“, Hardin Co., Illinois, USA[28][29][30]
- „Crockett“, „Hurricane Bayou“ und Trinity River, alle im Houston Co., Texas, USA

Fundorte aus Deutschland, Österreich und der Schweiz sind damit unbekannt.

## Verwendung
Benstonit ist wirtschaftlich völlig bedeutungslos und lediglich für den Sammler von Mineralen vom Interesse.